# Elk River (Mississippi River, Minnesota)
Der Elk River (Elk = Wapitihirsch) ist ein etwa 115 Kilometer langer Nebenfluss des Mississippi River in der östlichen Mitte Minnesotas in den Vereinigten Staaten. Er entwässert ein Gebiet von 1632 km².

## Lauf
Der Elk River entspringt im Norden des Benton County und fließt zunächst in südlicher Richtung. Im Sherburne County wendet sich der Fluss dann für den Rest seines Laufes nach Südosten und verläuft parallel zum Mississippi River, an den Communities Becker und Big Lake vorbei. Sein Name in der Sprache der Ojibwe lautet Gaa-biitawi-ziibi. Er mündet in den Strom bei der Stadt Elk River, nachdem er durch den Orono Lake geflossen ist, der durch einen städtischen Staudamm zur Erzeugung von Energie durch Wasserkraft gebildet wird.

## Nebenflüsse
In der Township Big Lake im Sherburne County münden der Saint Francis River und der Snake River ein. Letzterer ist ein kleines Flüsschen, dass auf seiner ganzen Länge innerhalb des Sherburne Countys verläuft und im Allgemeinen südwärts durch die Townships Santiago, Becker und Big Lake fließt und dessen Wasserlauf begradigt und kanalisiert ist.